# Rustin
Rustin är amerikansk biografisk dramafilm från 2023, producerad av Barack och Michelle Obamas produktionsbolag Higher Ground Productions för Netflix. Filmen släpptes för officiell streamingpremiär på Netflix den 17 november 2023. Filmen är regisserad av George C. Wolfe, från ett manus skrivet av Julian Breece och Dustin Lance Black. Filmens stora huvudroll (Bayard Rustin) spelas av Colman Domingo.

## Handling
Filmens handling kretsar kring aktivistledaren Bayard Rustin, som tillsammans med Martin Luther King år 1963, arrangerade den stora arbets- och frihetsmarschen i Washington, D.C., vilket senare skulle komma att bli ett av den amerikanska medborgarrättsrörelsens mest betydelsefulla ögonblick.

## Rollista (i urval)
- Colman Domingo – Bayard Rustin
- Chris Rock – Roy Wilkins
- Glynn Turman – A. Philip Randolph
- Audra McDonald – Ella Baker
- Aml Ameen – Martin Luther King
- C.C.H. Pounder – Anna Arnold Hedgeman
- Michael Potts – Cleveland Robinson
- Bill Irwin – A. J. Muste
- Da'Vine Joy Randolph
- Carra Patterson – Coretta Scott King
- Adrienne Warren – Claudia Taylor